# Tom Clayton
Thomas Clayton, född 1 december 1882 i St Leonards i New South Wales i Australien, död 24 mars 1909 i Parramatta i New South Wales i Australien, var en australisk galoppjockey som avled i samband med en olycka under ett löp.

## Karriär
Clayton föddes i St Leonards i New South Wales, en förort till Sydney, till James Clayton och Alice (född Russell).
Clayton samarbetade tidigt med tränaren Isaac Earnshaw, och red för honom några av den tidens bästa hästar. Han var mest känd som jockey till Poseidon och vann flera större löp tillsammans med denne. Tack vare Poseidon blev Clayton den första jockeyn som segrade i både Caulfield Cup och Melbourne Cup 1906. När Poseidon vann Caulfield Cup för andra gången 1907 blev Clayton den första jockey som vunnit Caulfield Cup två år i rad.
Innan Clayton fick rida Poseidon var han nära att vinna båda cuplöpen med Acrasia 1904. Acrasia slutade tvåa i Caulfield Cup, men segrade i Melbourne Cup två veckor senare.

### Död
Den 20 mars 1909 under Trial Stakes på Rosehill Racecourse, drabbades Clayton av en fraktur på bäckenet, brutna revben och inre skador, då hans häst "All Blue", tillsammans med elva andra hästar föll under löpet. Han avled av skadorna fyra dagar senare.